# بازجویی یک جنایت
بازجویی یک جنایت فیلمی به کارگردانی و نویسندگی محمدعلی سجادی محصول سال ۱۳۶۲ است.
خلاصه داستان: جسد کارخانه‌داری به نام هدایت‌نیا در زباله‌دانی اطراف شهر کشف می‌شود. بازپرس جوانی مأمور می‌شود تا پرونده قتل را پیگیری کند. بازپرس به گوشه‌هایی از زندگی خصوصی و گذشته مقتول دست می‌یابد و دو مرد آلونک‌نشین را که قاتلان او هستند دستگیر می‌کند؛ اما روشن می‌شود که برادر و فرزند هدایت‌نیا دستور قتل را صادر کرده‌اند، زیرا هدایت نیا با توسعه کارخانه به کمک سرمایه‌داران خارجی موافق نبوده است. با کشته شدن فرزند هدایت نیا به دست عموی خود به بازپرس دستور داده می‌شود که از پیگیری پرونده خودداری کند.

## بازیگران
- حبیب اسماعیلی در نقش بازپرس
- عنایت‌الله بخشی در نقش کاراگاه بهرامی
- علی محزون در نقش حسن و حسین هدایت‌نیا
- محمدتقی کهنمویی در نقش رفتگر
- کیومرث ملک مطیعی در نقش سرایدار
- محبوبه بیات در نقش همسر حسن هدایت‌نیا
- خیرالله تفرشی‌آزاد در نقش پدر بازپرس
- مهری ودادیان در نقش همسر حسین هدایت‌نیا
- خسرو امیرصادقی در نقش پاسبان
- مفیدی در نقش بایگان
- احمد هاشمی در نقش راننده
- رضا امیریان در نقش نوکر
- حمید دلشکیب در نقش دادستان''
- محمد ابهری در نقش میهمان
- پریدخت اقبال‌پور در نقش کلفت
- تانیا جوهری در نقش متکدی
- مرضیه لشگری در نقش همسر بازرپرس
- نصرالله برادران در نقش سمسار
- مهدی میامی در نقش مشاور
- فرهاد نیکپور در نقش احمد
- محمود جعفری در نقش کارگر اخراجی
- طیبه میامی در نقش رعنا
- علی بیات در نقش مامور آگاهی
- رضا عفتی در نقش کارگر اخراجی